# Idiasta burmensis
Idiasta burmensis är en stekelart som beskrevs av Bhat 1979. Idiasta burmensis ingår i släktet Idiasta och familjen bracksteklar. Inga underarter finns listade i Catalogue of Life.